# Denmark (Maine)
Denmark ist eine Town im Oxford County des Bundesstaates Maine in den Vereinigten Staaten. Im Jahr 2020 lebten dort 1197 Einwohner in 1025 Haushalten auf einer Fläche von 129,32 km².

## Geographie
Nach dem United States Census Bureau hat Denmark eine Gesamtfläche von 129,32 km², von der 119,45 km² Land sind und 9,87 km² aus Gewässern bestehen.

### Geographische Lage
Denmark liegt im Südosten des Oxford Countys und grenzt an das Cumberland County an. Der Saco River bildet die südwestliche Grenze des Gebietes der Town. Zu seinen Zuflüssen gehört der Moose Stream, der aus dem im Norden liegenden Moose Pond gespeist wird und auch den Little Moose Pond durchfließt. Zentral gelegen auf dem Gebiet der Town befindet sich der Granger Pond, im Süden grenzen der Waldo Pond und der Hancock Pond an und im Nordwesten der Pleasant Pond. Die Oberfläche des Gebietes ist hügelig, die höchste Erhebung ist der 611 m hohe Pleasant Mountain im Norden von Denmark.

### Nachbargemeinden
Alle Entfernungen sind als Luftlinien zwischen den offiziellen Koordinaten der Orte aus der Volkszählung 2010 angegeben.
- Nordosten: Bridgton, Cumberland County, 9,8 km
- Südosten: Sebago, Cumberland County, 18,4 km
- Süden: Hiram, 16,3 km
- Westen: Brownfield, 10,9 km
- Nordwesten: Fryeburg, 12,4 km

### Stadtgliederung
In Denmark gibt es mehrere Siedlungsgebiete: Denmark (auch Denmark Corner, Denmark Corners), East Denmark, Heads Corner, Ingalls Road (ehemalige Eisenbahnstation), Liberty Corner, Perley Mills und West Denmark.

### Klima
Die mittlere Durchschnittstemperatur in Denmark liegt zwischen −8,3 °C (17 °F) im Januar und 20,6 °C (69 °F) im Juli. Damit ist der Ort gegenüber dem langjährigen Mittel Maines um etwa 2 Grad kühler. Die Schneefälle zwischen Oktober und Mai liegen mit deutlich mehr als zwei Metern (bei einem Spitzenwert im Januar von knapp 50 cm) ungefähr doppelt so hoch wie die mittlere Schneehöhe in den USA. Die tägliche Sonnenscheindauer liegt am unteren Rand des Wertespektrums der USA.

## Geschichte
Denmark wurde aus mehreren Grants gebildet. Einer wurde vom Bundesstaat Massachusetts an die Fryeburg Academy in Fryeburg vergeben, die 1792 gegründet wurde und noch heute als private High School aktiv ist. Zwei andere bekamen Privatleute, zu diesen Grants gehörte auch ein Teil der Town Brownfield. Die Besiedlung des Gebietes begann um 1789. Viele der ersten Siedler stammten aus Andover in Massachusetts. Das Gebiet wurde zunächst Pequaket nach einem hier siedelnden Indianerstamm genannt. Die Town Denmark wurde am 20. Februar 1807 als eigenständige Town organisiert. Sie bekam ihr erstes Postamt im Jahr 1819.
Teile von Fryeburg wurden im Jahr 1813 hinzugefügt und von Brownfield in den Jahren 1821 und 1907. An Sebago wurde 1830 Land abgegeben und an Bridgton im Jahr 1842. Im Jahr 1847 wurde ein Teil von Denmark gemeinsam mit einem Teil von Fryeburg als eigenständige Town Texas organisiert.

### Einwohnerentwicklung
| Volkszählungsergebnisse – Town of Denmark, Maine | Volkszählungsergebnisse – Town of Denmark, Maine | Volkszählungsergebnisse – Town of Denmark, Maine | Volkszählungsergebnisse – Town of Denmark, Maine | Volkszählungsergebnisse – Town of Denmark, Maine | Volkszählungsergebnisse – Town of Denmark, Maine | Volkszählungsergebnisse – Town of Denmark, Maine | Volkszählungsergebnisse – Town of Denmark, Maine | Volkszählungsergebnisse – Town of Denmark, Maine | Volkszählungsergebnisse – Town of Denmark, Maine | Volkszählungsergebnisse – Town of Denmark, Maine |
| Jahr                                             | 1800                                             | 1810                                             | 1820                                             | 1830                                             | 1840                                             | 1850                                             | 1860                                             | 1870                                             | 1880                                             | 1890                                             |
| ------------------------------------------------ | ------------------------------------------------ | ------------------------------------------------ | ------------------------------------------------ | ------------------------------------------------ | ------------------------------------------------ | ------------------------------------------------ | ------------------------------------------------ | ------------------------------------------------ | ------------------------------------------------ | ------------------------------------------------ |
| Einwohner                                        |                                                  | 436                                              | 792                                              | 954                                              | 1143                                             | 1203                                             | 1171                                             | 1069                                             | 904                                              | 755                                              |
| Jahr                                             | 1900                                             | 1910                                             | 1920                                             | 1930                                             | 940                                              | 1950                                             | 1960                                             | 1970                                             | 1980                                             | 1990                                             |
| Einwohner                                        | 634                                              | 596                                              | 576                                              | 474                                              | 532                                              | 447                                              | 376                                              | 397                                              | 672                                              | 855                                              |
| Jahr                                             | 2000                                             | 2010                                             | 2020                                             | 2030                                             | 2040                                             | 2050                                             | 2060                                             | 2070                                             | 2080                                             | 2090                                             |
| Einwohner                                        | 1004                                             | 1148                                             | 1197                                             |                                                  |                                                  |                                                  |                                                  |                                                  |                                                  |                                                  |

## Wirtschaft und Infrastruktur

### Verkehr
Die Maine State Route 117 verläuft aus Süden kommend durch das Zentrum der Town. Sie verlässt Denmark in nordöstliche Richtung. Aus Westen kommend mündet die Maine State Route 160 im Village Denmark auf der 117.

### Öffentliche Einrichtungen
In Denmark gibt es kein eigenes Krankenhaus oder medizinische Einrichtungen. Die nächstgelegenen befinden sich in Bridgton und Fryeburg.
In Denmark befindet sich die Denmark Public Library in der East Main Street. Sie wurde 1987 gegründet.

### Bildung
Denmark gehört zusammen mit Brownfield, Fryeburg, Lovell, Stoneham, Stow und Sweden zum Maine School Administrative District 72.
Im Schulbezirk werden folgende Schulen angeboten:
- Molly Ockett School in Fryeburg, mit den Schulklassen Kindergarten bis 8. Schuljahr
- Brownfield Denmark Elementary School in Denmark, mit den Schulklassen Kindergarten bis 4. Schuljahr
- New Suncook Elementary School in Lowell, mit den Schulklassen Kindergarten bis 4. Schuljahr

## Persönlichkeiten

### Söhne und Töchter der Stadt
- Nathaniel Cobb Deering (1827–1887), Politiker
- Rufus Ingalls (1820–1893), Brigadegeneral der US Army
- Hazen S. Pingree (1840–1901), Politiker und Gouverneur des Bundesstaates Michigan